# Monte Argeu

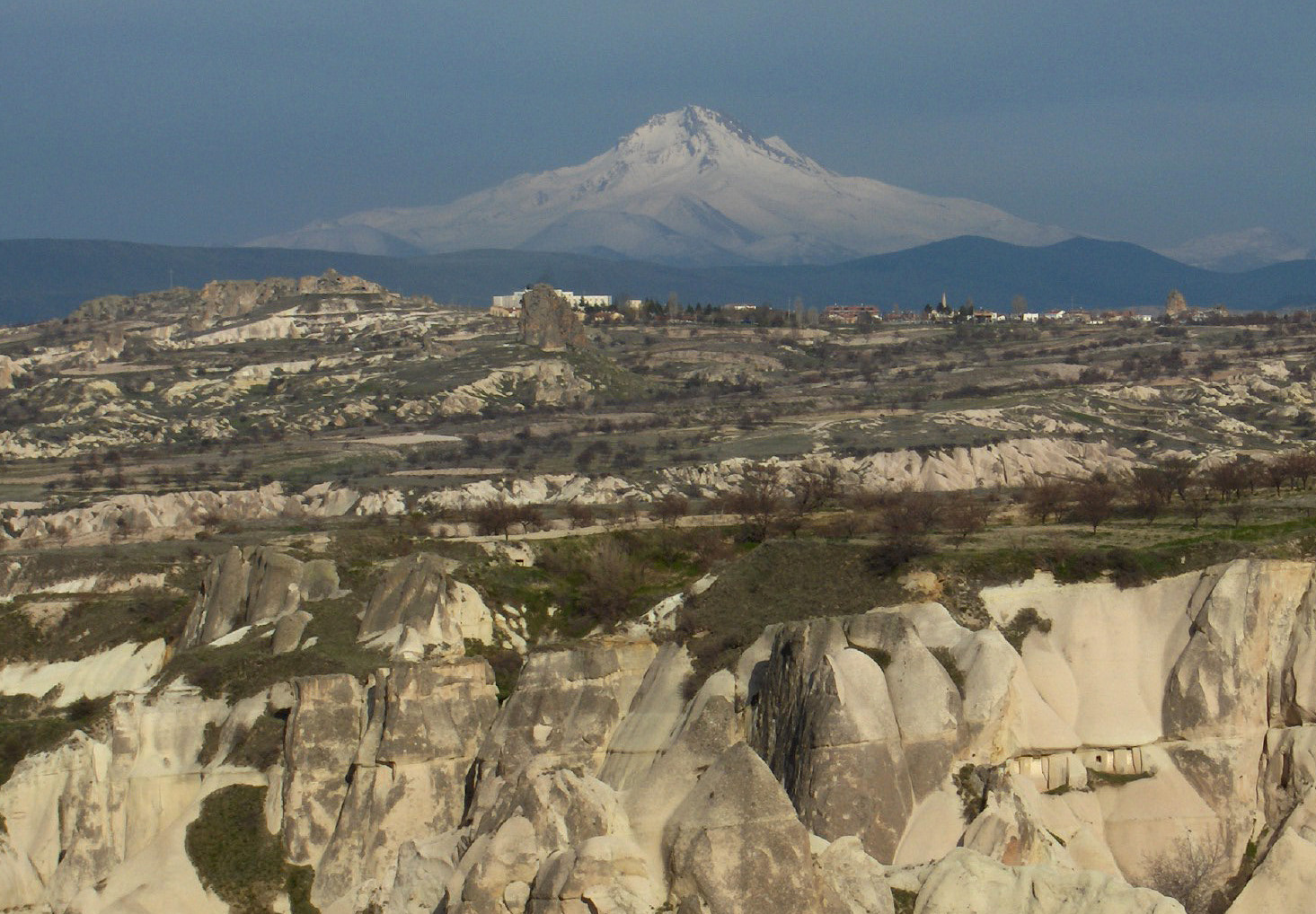
O Monte Erciyes visto de ocidente, com a paisagem da Capadócia em primeiro plano.

O Monte Argeu (do grego Ἀργαῖος e latim Argaeus), em turco:  Erciyes Dağı (Monte Erciyes), é um estratovulcão inativo da Turquia, situado na  Anatólia Central, na província de Kayseri, a 25 km a sul da cidade de Kayseri.

## Geografia e geologia
Com o seu cume mais alto a 3 916 m de altitude, é a montanha mais alta da Anatólia Central e ocupa uma área de 1 300 km². É considerado uma extensão isolada dos Montes Tauro, que se erguem para sul, ao longo de centenas de quilómetros.  As zonas mais altas do Erciyes são áridas e rochosas, com muito pouca vegetação, mas em muitas zonas das encostas até 1600 metros, principalmente a norte, onde o clima é mais temperado, há muitos pomares e vinhas.
O vulcão começou a crescer há cerca de 900 milhões de anos. Encontram-se numerosos cones parasitas no que é atualmente o flanco norte, muitos ao longo de fissuras radiais. A rocha mais recente data de há 83 000 anos, mas podem ter ocorrido erupções posteriores. Há documentos históricos que mencionam uma avalanche na encosta oriental e no Líbano há uma camada piroclástica do início do Holoceno (que começou há cerca de 11 500 anos), que alguns atribuem ao Erciyes. É possível que imagens em moedas romanas e uma montanha representado dentro de um templo clássico sejam de uma erupção ocorrida em 253 a.C., mas as imagens podem igualmente representar fontes de metano de um pântano da bacia de Sultansazlığı. A última erupção datada com alguma segurança deu-se em 6 880 a.C..

## História
Estrabão, o geógrafo e historiador grego do início da nossa era escreveu que o seu cume tinha neve todo o ano e que de lá se conseguia avistar o Mar Negro a norte e o Mar Mediterrâneo a sul em dias com boa visibilidade. Estrabão descreve também erupções noturnas, como braseiros que irromperam da terra, e que na região existiam fumarolas de vapor de água e de enxofre.
Segundo a tradição cristã, foi para uma gruta do Monte Argeu que São Brás se retirou como eremita, apesar de ser bispo da cidade arménia de Sebaste (atualmente a cidade turca de Sivas).
A primeira ascensão foi levada a cabo pelo geólogo inglês William John Hamilton em 1837.

## Turismo

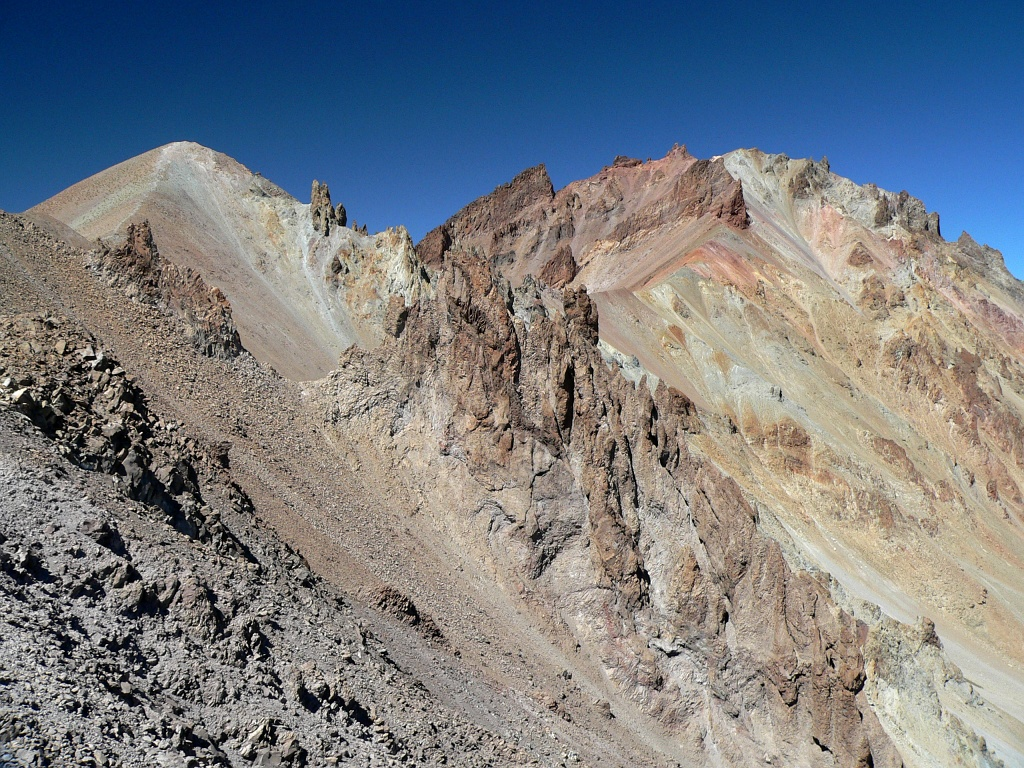
O cimo do Erciyes sem neve, uma situação pouco comum.

A montanha é um destino com alguma popularidade para a prática de montanhismo e caminhadas e existe uma estância de esqui, a qual está instalada no planalto de Tekir, na encosta norte, onde há pistas com altitudes entre os 2200 e os 3100 metros de altitude e alguns alojamentos, nomeadamente um hotel. A melhor época para esquiar é desde o final de novembro até ao final de abril, quando a espessura de neve é geralmente de 2 metros em média.
A subida ao cume é dificultada, não só pela neve, muito abundante exceto no verão, quando apesar de mais escassa, pode tornar-se uma papa traiçoeira, mas também pela queda de rocha vulcânica. Um outro perigo potencial, este de natureza humana, é o facto de em agosto o prado de Tekir Yaylası ser o palco de um encontro do do partido ultra-nacionalista de de Ação Nacionalista (Milliyetçi Hareket Partisi, MHP), que chega a juntar 50 000 pessoas agitando bandeiras, que instalam uma autêntica cidade de tendas.[carece de fontes?]

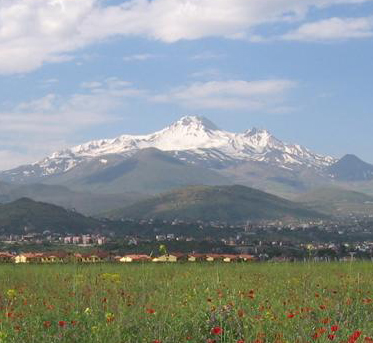